# عبد المجيد شكري
عبد المجيد شكري ممثل مصري من مواليد 3 فبراير 1890، كان يعمل بوظيفة حكومية، ومن أجل عشقه للتمثيل، ترك الوظيفة وانضم للعمل في مسرحيات نجيب الريحاني، كما عمل في مسرح رمسيس، شارك بالعديد من الأعمال منذ الثلاثينيات وحتى الخمسينيات. بدأ نشاطه السينمائي عام 1933 وعلى مدار 20 عاماً قام بالتمثيل في 52 عملاً سينمائياً حيث كانت البداية مع فيلم «الزواج» من إخراج وبطولة فاطمة رشدي عام 1933، وكان آخر ما قام بتمثيله هو فيلم «السيد البدوي» للمخرج بهاء الدين شرف عام 1953.
توفي في 21 يوليو 1952 عن عمر يناهز 62 سنة.  

## أبرز أعماله في السينما
فيلم «دنانير» للمخرج أحمد بدرخان عام 1939 (قام بدور يحيى البرمكي)
فيلم «من الجاني» للمخرج أحمد بدرخان عام 1944 (قام بدور منصور باشا البرقي)
فيلم «عدل السماء» للمخرج أحمد كامل مرسي عام 1948 (قام بدور إسماعيل بيه)
فيلم «الأفوكاتو مديحة» للمخرج يوسف وهبي عام 1950 (قام بدور عبد المقصود أفندي)
فيلم «حميدو» للمخرج نيازي مصطفى عام 1953 (قام بدور أبو سعدية - صدر الفيلم بعد وفاته)   

## وصلات خارجية
- عبد المجيد شكري على موقع IMDb (الإنجليزية)
- عبد المجيد شكري على موقع الدهليز
- عبد المجيد شكري على موقع قاعدة بيانات الأفلام العربية
- عبد المجيد شكري على موقع الدهليز
- عبد المجيد شكري على موقع كاروهات

https://elhayaahnews.com/archives/111042 عبد المجيد شكري